# Australijska Formuła 3
| Australijska Formuła 3 | Australijska Formuła 3 |
| ---------------------- | ---------------------- |
| Kategoria              | Wyścigi samochodowe    |
| Region                 | Australia              |
| Pierwszy sezon         | 1964 (pierwsza era)    |
| Pierwszy sezon         | 1999 (nowa era)        |
| Nadwozia               | Dallara                |
| Nadwozia               | Mygale                 |
| Opony                  | Kumho Tires            |
| Mistrz kierowców       | Simon Hodge            |
| Mistrz zespołów        | Team BRM               |

Australijska Formuła 3 – seria wyścigowa organizowana przez Confederation of Australian Motor Sport pod szyldem wyścigów FIA Formuły 3. Wyścigi odbywają się na torach wyścigowych w Australii. Pierwsze wyścigi pod tym szyldem odbyły się w 1964 roku. Seria działała do sezonu 1977 roku. W obecnym formacie seria działa od 1999 roku. Jednak dopiero od 2001 roku seria posiada status mistrzostw międzynarodowych.

## Mistrzowie
| Sezon | Mistrz          | Bolid                            | Zespół                      |
| ----- | --------------- | -------------------------------- | --------------------------- |
| 2001  | Peter Hackett   | Dallara F301 – Alfa Romeo        | Piccola Scuderia            |
| 2002  | James Manderson | Dallara F301 – Spiess Opel       | Team BRM                    |
| 2003  | Michael Caruso  | Dallara F301 – Novamotor Fiat    | Piccola Scuderia            |
| 2004  | Karl Reindler   | Dallara F301 – Spiess Opel       | Team BRM                    |
| 2005  | Aaron Caratti   | Dallara F304 – Sodemo Renault    | Insight F3                  |
| 2006  | Ben Clucas      | Dallara F304 – Sodemo Renault    | Team BRM                    |
| 2007  | Tim Macrow      | Dallara F304 – Spiess Opel       | Cooltemp Racing/Scud Racing |
| 2008  | James Winslow   | Dallara F307 – HWA-Mercedes-Benz | Astuti Motorsport/Team BRM  |
| 2009  | Joey Foster     | Dallara F307 – HWA-Mercedes-Benz | Team BRM                    |
| 2010  | Ben Barker      | Dallara F307 – HWA-Mercedes-Benz | Team BRM                    |
| 2011  | Chris Gilmour   | Dallara F307 – HWA-Mercedes-Benz | Gilmour Racing              |
| 2012  | James Winslow   | Dallara F307 – HWA-Mercedes-Benz | R-Tek Motorsport            |
| 2013  | Tim Macrow      | Dallara F307 – HWA-Mercedes-Benz | Team BRM                    |
| 2014  | Simon Hodge     | Mygale M11 – HWA-Mercedes-Benz   | Team BRM                    |